# Ryglice (gemeente)
De gemeente Ryglice is een stad- en landgemeente in het Poolse woiwodschap Klein-Polen, in powiat Tarnowski.
De zetel van de gemeente is in Ryglice.
Op 30 juni 2004 telde de gemeente 11 379 inwoners.

## Oppervlakte gegevens
In 2002 bedroeg de totale oppervlakte van gemeente Ryglice 116,81 km², waarvan:
- agrarisch gebied: 67%
- bossen: 25%

De gemeente beslaat 8,25% van de totale oppervlakte van de powiat.

## Demografie
Stand op 30 juni 2004:
| Omschrijving                   | Totaal | Totaal | Vrouwen | Vrouwen | Mannen | Mannen |
| ------------------------------ | ------ | ------ | ------- | ------- | ------ | ------ |
| eenheid                        | aantal | %      | aantal  | %       | aantal | %      |
| inwoners                       | 11 379 | 100    | 5746    | 50,5    | 5633   | 49,5   |
| bevolkingsdichtheid (inw./km²) | 97,4   | 97,4   | 49,2    | 49,2    | 48,2   | 48,2   |

In 2002 bedroeg het gemiddelde inkomen per inwoner 1240,22 zł.

## Plaatsen
De gemeente Ryglice bestaat uit 8 plaatsen: Bistuszowa, Joniny, Kowalowa, Lubcza, Ryglice, Uniszowa, Wola Lubecka, Zalasowa.

## Aangrenzende gemeenten
Jodłowa, Pilzno, Skrzyszów, Szerzyny, Tuchów
- Virtual International Authority File: 302433825